# 高久ちぐさ
高久 ちぐさ（たかく ちぐさ、1978年8月11日 - ）は、日本の女優。東京都出身。ジェイエフシーティー所属。身長は155 cmである。趣味は絵画、特技はフラメンコ。2007年に撮影したインド映画『The Japanese Wife』（『日本人の妻』）の主演に抜擢され、役柄上、坊主になったその風貌と共に話題となる。

## 出演

### テレビ番組
- NHK
  - 大河ドラマ 義経 - 徳子の内侍 役
- TBS系列
  - 花嫁は厄年ッ!
  - 汚れた舌
  - 月曜ゴールデン 十津川警部シリーズ45 - 吉田みどり 役
- フジテレビ系列
  - 金曜エンターテイメント 空中ブランコ
  - 危険な関係
  - ジュテーム〜わたしはけもの
  - 絶対零度〜未解決事件特命捜査〜 第2話 - 野宮千秋 役
  - 天使の代理人 Episode2
  - 金曜プレステージ 検事・霞夕子3 - 吉岡奈月 役
  - よろず占い処 陰陽屋へようこそ 第6話 - 門倉百合江（青年期）役
- テレビ朝日
  - スーパー戦隊シリーズ 轟轟戦隊ボウケンジャー 第26話
  - モップガール EP:8 - 轟可憐子 役
- テレビ東京系列
  - 怪奇大家族
  - SAMURAI CODE（2010年、テレビ東京） - 辻本瞳 役
- WOWOW
  - 贖罪（2012年） - 先生 役
- BSプレミアム
  - 離婚式〜人前でサヨナラを誓う夫婦たち〜（2012年） - 堤真理 役

### インターネット
- 彼と彼女と君と僕
- Sweet Knife - 明美 役

### 映画
- 地下鉄に乗って
- ホワイトルーム - 加藤優子 役
- ヤクザ23区
- SOUL HEAD
- ほのかの書
- The Japanese Wife（日本人の妻）インド映画 アパルナ・セン監督作品（2010年公開）
- クリアネス - エリコ 役

### DVDシネマ
- 平成次郎長一家

### ビジネスマン必勝講座
- ヤクザに学ぶ交渉術
- ヤクザに学ぶ指導力

### 劇場版アニメ
- サマーウォーズ - 陣内奈々 役[1]

### CM
- 味の素 プシエイト Natura（インフォマーシャル）
- 大幸薬品 セイロガン糖衣A
- トヨタ自動車 マークX SAMURAI X PROJECT
- 花王 ヘルシア緑茶 ポスター篇  2012.4

### 舞台
- カスタムメイド10.30（クロックワークス）